# Begonia luzhaiensis
Espèce
Begonia luzhaiensis est une espèce de plantes de la famille des Begoniaceae.
L'espèce fait partie de la section Coelocentrum.
Elle a été décrite en 1999 par Tsue Chih Ku.

## Répartition géographique
Cette espèce est originaire du pays suivant : Chine.

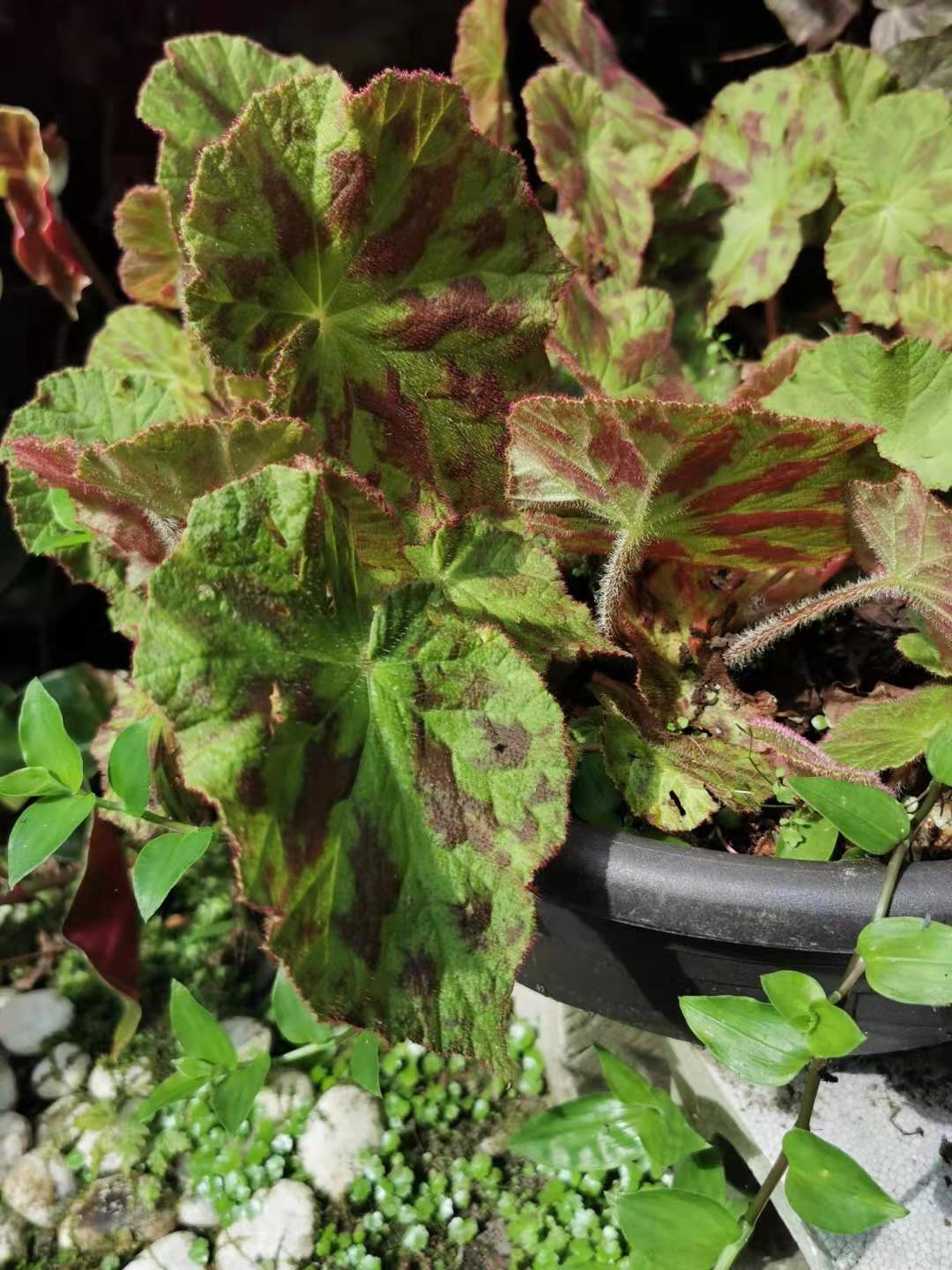
Feuille
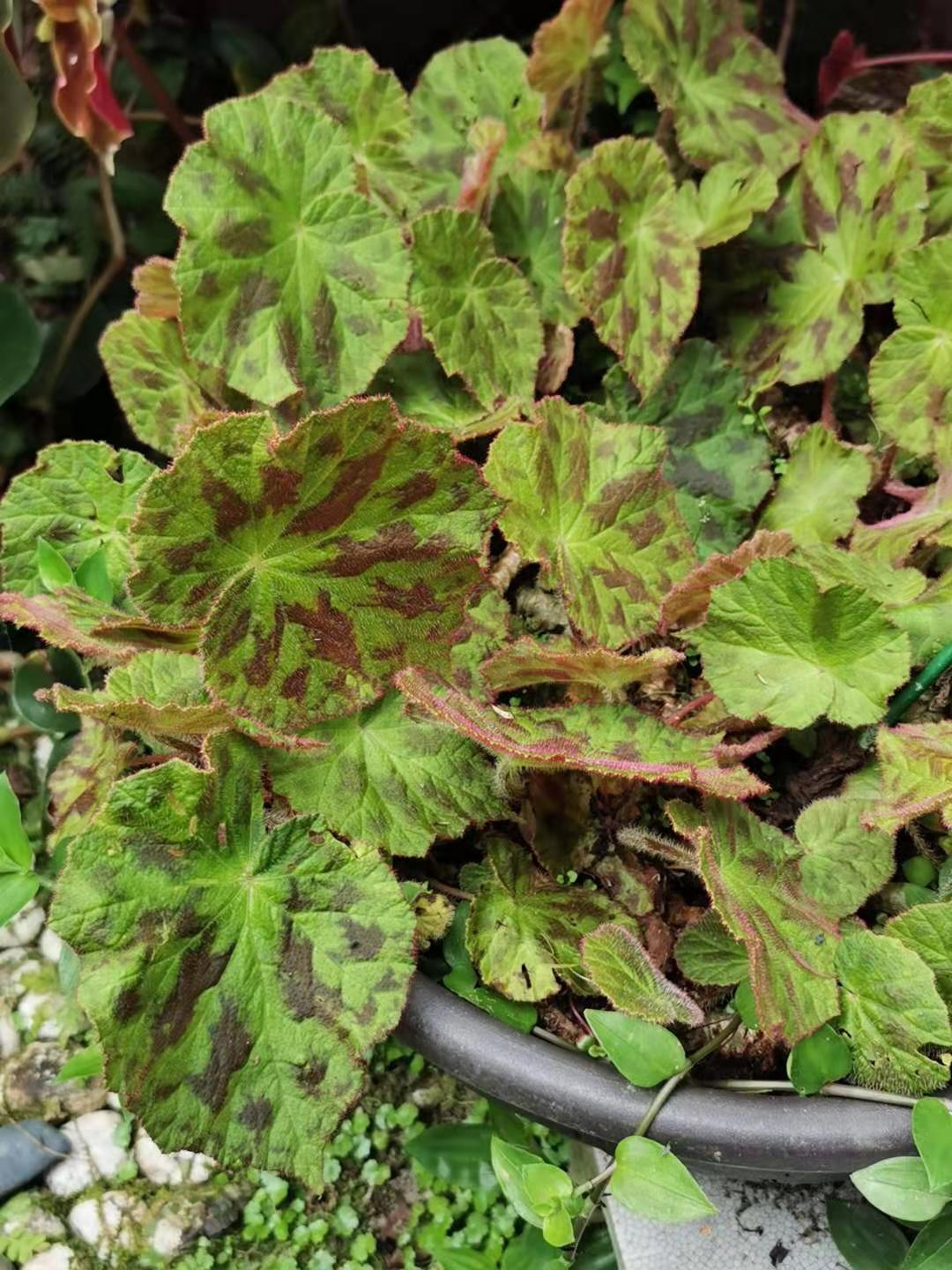
Feuille